# Еволюційна епістемологія
Еволюційна епістемологія — теорія пізнання, яка є розділом епістемології і розглядає зростання знання, як поступовий рух у напрямку до дедалі кращих теорій, подібно до природної еволюції в тваринному і рослинному світі.
Відмінність процесу вибраковування теорій від природного відбору полягає в тому, що вчені свідомо елімінують невдалі гіпотези, критично осмислюють власні теорії. Поппер підкреслює роль «специфічно людської мови», який дозволяє вивести теоретичне знання за межі людського організму, працювати з теорією, як з об'єктом, критично осмислювати і при необхідності бракувати її.